# Матфей (Карпафакис)
Архиепископ Матфей (в миру Георгий Карпафакис; 1 (13) марта 1861, Крит — 14 (27) мая 1950, Кератеа, Греция) — епископ греческой старостильной церкви, архиепископ Афинский (1949—1950), предстоятель Истинно-православной церкви Греции.

## Биография
Родился 1/12 марта 1861 года на острове Крит и был десятым ребёнком в семье священника Харалампия.
С 1872 по 1876 годы учился в школе при монастыре «Хрисопигии», занимался иконописью и церковным пением. Затем продолжил обучение в Египте.
В 1880 году посетил Иерусалим, где патриарх Иерусалимский Иерофей предложил ему остаться в Иерусалиме для продолжения учёбы в городской православной богословской школе Честнаго Креста. Вместе с ним в этой школе учились Мелетий Метаксакис, будущий Константинопольский патриарх, и Хризостом I (Пападопулос), впоследствии архиепископ Афинский.

### Начало церковной деятельности
По окончании обучения в 1885 году, был рукоположён в иеродиакона Патриархом Иерусалимским Никодимом и в течение года служил диаконом в храме Гроба Господня.
Получив благословение Патриарха 30 апреля 1886 года, уезжает на Святую Гору Афон, где 26 сентября 1886 года был пострижен в великую схиму, а 26 июля 1893 года был рукоположён в сан иеромонаха. Иеромонах Матфей в течение ряда лет был духовником афонских монастырей: Великой Лавры, Симона-Петра, скита Кавсокаливион.
В 1910 году о. Матфей познакомился со митрополитом Нектарием Эгинским, бывшим Пентапольским. Святой Нектарий возвёл о. Матфея в сан архимандрита.
В июле 1911 году архимандрит Матфей вновь посетил Иерусалим и до сентября 1912 года служил в храме Гроба Господня на Святой Земле, затем снова вернулся на Афон. Возвращаясь из Иерусалима в Грецию, о. Матфей совершил паломничество на Синай, где записал эти слова:

Святая Екатерина, молю, чтобы я претерпел мучение и чтобы я заплатил своею кровью во имя любви моей ко Христу. Чтобы исчезли моя кровь и мое тело, чтобы они истощились для любви Матери Пресвятой Девы. Прошу тебя, святая Екатерина, чтобы ты помогла быстро осуществить мое желание к жертве! 27 сентября 1912 года. Я прибываю сегодня на Гору Синай. Смиренный монах Матфей

Вернувшись в свою келью монастыря Симоно-Петра на Афоне занимался иконописью и духовничеством.
В начале 1916 года братия монастыря избирает архимандрита Матфея настоятелем монастырского подворья в Афинах.
С марта 1922 года о. Матфей был в монастыре Зербицис, Спарта, затем вернулся в Афины, а оттуда — на Афон.
С 1923 по 1926 год, снова был духовником в Великой Лавре на Афоне.

### Введение нового стиля и реакция на него
10 марта 1924 года архиепископом Афинским Хризостомом (Пападопулосом) в Элладской православной церкви был введён новый календарь. По мнению иеромонаха Матфея, греческая иерархия, приняв нововведение, противоречащее канонам о недопустимости совместного празднования с еретиками, отпала от православия в схизму.
В первое воскресенье после нововведения многие священники и миряне, не принявшие новшество, собрались и создали представительство Церкви истинно-православных христиан — «Ассоциацию православных», которая в 1926 году была реорганизована под названием «Греческого религиозного общества ИПХ».
1 октября 1926 года архимандрит Матфей посетил Афины для поддержки православных, не согласных с новшеством.
В 1927 году, в Аттике, недалеко от города Кератеа, архимандритом Матфеем был основан Свято-Введенский женский монастырь Панагии Певковунойатриссы, а в 1934 году в Кувара — мужской Спасо-Преображенский монастырь.

### Епископские хиротнии
13 мая 1935 года решили отделиться от синода Элладской Православной Церкви и присоединиться к пастве, продолжившей использовать канонический юлианский календарь, три епископа: Герман Димитриадский, Хризостом Флоринский и Хризостом Закинфский.
26 мая (8 июня) 1935 года о. Матфей был рукоположён в епископа Вресфенского. Постановление Синода:

«В прошедшую среду был избран и канонично посвящён Всечестный Архимандрит Герман Варикопулос во епископа Кикладского. В четверг был избран и канонично посвящён Архимандрит и армейский священник Христофор Хаджис во епископа Мегариды с выделением сей от Афинской Архиепископии. В пятницу был избран и канонично посвящён Архимандрит Поликарп Лиосис, служащий священник и священнопроповедник на энории Сретенья Господня в Пирее, во епископа Диавлийского. Следующим днем Священный Синод под председательством Преосвященнейшего Германа Димитриадского, учитывая очень ценные услуги, которые оказал и жертвы, которые принес ради священной борьбы, которую мы ведем для восстановления Православия и умирения Церкви, Всечестного Игумена священного монастыря в Кератее, иеромонаха Матфея Карпадакиса, окончившего Богословскую школу Честного Креста, желая с одной стороны вознаградить его за заслуги, а с другой стороны поощрить и поддержать в православной борьбе, единогласно и канонично посвятил во епископа древле некогда блиставшей кафедры Вресфенской.
+ Герман Димитриадский, 

+ Хризостом Флоринский, 

+ Хризостом Закинфский».